# Urodera
Urodera är ett släkte av skalbaggar. Urodera ingår i familjen bladbaggar.
Kladogram enligt Catalogue of Life:
| Urodera | \| \| Urodera crucifera \| \| \| \| \| \| Urodera dilaticollis \| \| \| \| |
|         | \| \| Urodera crucifera \| \| \| \| \| \| Urodera dilaticollis \| \| \| \| |
|         | Urodera crucifera                                                          |
|         |                                                                            |
|         | Urodera dilaticollis                                                       |
|         |                                                                            |